# Миклашевщина (заказник)
Миклаше́вщина — ботанічний заказник місцевого значення в Україні. Розташований у межах Городнянського району Чернігівської області, на північний захід від міста Городня. 
Площа 120 га. Статус присвоєно згідно з рішенням Чернігівського облвиконкому від 31.07.1991 року № 159. Перебуває у віданні ДП «Городнянське лісове господарство» (Городнянське л-во, кв. 52, 53). 
Статус присвоєно для збереження частини лісового масиву з високопродуктивними насадженнями сосни віком 50-80 років. У домішку — береза.
У трав'яному покриві — костриця червона, костриця овеча, конвалія звичайна, сон-трава широколиста, у моховому ярусі — типові види зелених мохів.